# 1176

## Събития
- 17 септември – в битката при Мариокефалон Византия губи надеждите се за отвоюване от турците на Мала Азия.

## Починали
- 20 юни – Михаил I, велик княз на Владимир-Суздал